# 同步光网络
同步光纤网络（SONET，代表Synchronous Optical Networking）是使用光纤进行数字化信息通信的一个标准。为了传送大量的电话和数据业务就开发了它用以替换准同步数字体系（PDH）系统，它由Telcodia的GR-253-CORE定义。

## 概要
更先进的SDH（代表Synchronous Digital Hierarchy）标准建立在SONET发展的经验上。今天SONET和SDH两种技术体制都被广泛的应用；SONET应用在美国和加拿大，SDH应用在世界其他国家。
同步联网不同于PDH的地方就在于用来传送数据的多个精确的速率严格的同步于基于网络的时钟，这样整个网络就同步的运作。原子钟的出现使得SDH的产生成为可能。
SONET和SDH体制都能够用来封装较早的数字传输标准，比如PDH标准，或者直接用来支持ATM以及所谓的SONET上的分组业务（Packet Over SONET）网络。
SONET设备通常使用TL1协议管理。

## STS-1
基本SONET信号运行在51.840Mbit/s的速率，且被指定为STS-1（同步传送信号第一级）,STS-1数据帧是SONET中传送的基本单元。
STS-1帧的两个基本组成部分是传送开销和同步载荷包封（SPE）。传送开销（27字节）由段开销和线路开销（line overhead）组成。这些字节用于信令和测量传输差错比率。SPE由载荷开销（9字节，用于端到端信令和差错测量）和774字节的载荷组成。STS-1载荷被指定用于承载一个完整的DS-3帧。
整个STS-1帧是810字节。在光载波第一级别OC-1上STS-1帧传送完成恰好需要125微秒。在实践中STS-1和OC-1是可以互换的。

## OC
3个OC-1（STS-1）信号通过时分复用的方式复用成SONET层次的下一个级别OC-3（STS-3）速率为155.520Mbit/s。通过间插3个STS-1帧中的字节完成复用形成STS-3帧，包含2430字节且传送时间为125微秒。STS-3信号也被用作SDH体制的一个基础，那里它被指定为STM-1（同步传输模块第一级别）。
更高速率的电路由多个低级速率的电路的连续汇聚构成，他们的速度总是可以从他们的名称上立即知道。例如，4个OC-3或者STM-1电路可以汇聚而构成一个622.08Mbit/s的电路，其名称分别为OC-12或STM-4。
这种技术的当前状态是最高级别为OC-192或者STM-64,恰好低于10Gbit/s的速率。超过10Gbit/s的速率在当前技术上还不成熟；然而多个OC-192电路可以通过DWDM的方式在一对光纤上传输。这些电路是所有现代跨洋电缆系统和其他长距通信电路的基础。
由于比特速率上的幸运巧合，万兆以太网已经设计了和OC-192/STM-64设备的互操作的能力。

## Network architectures網路架構
SONET和SDH已定義了有限的幾種網路架構。這些架構使得我們對頻寬有最大效益的使用同時又有保護（protect:當整個網路的部分出錯了還是能傳訊息）作用。

### Linear Automatic Protection Switching
簡稱APS，又稱1+1，包含了四條纜線：分別是兩條working fiber（一個方向一條）還有兩條protected fiber，switching的狀態可能是單向的也可能是雙向的。

## SONET/SDH名稱和頻寬[1]
| 光載波級別 | 幀格式   | SDH級別 | 幀格式   | 線路速率           |
| ---------- | -------- | ------- | -------- | ------------------ |
| OC-1       | STS-1    | -       | -        | 51.840 Mbit/s      |
| OC-3       | STS-3    | SDH-1   | STM-1    | 155.520 Mbit/s     |
| OC-9       | STS-9    | -       | -        | 466.560 Mbit/s     |
| OC-12      | STS-12   | SDH-4   | STM-4    | 622.080 Mbit/s     |
| OC-18      | STS-18   | -       | -        | 933.120 Mbit/s     |
| OC-24      | STS-24   | SDH-8   | STM-8    | 1.244 160 Gbit/s   |
| OC-36      | STS-36   | SDH-12  | STM-12   | 1.866 240 Gbit/s   |
| OC-48      | STS-48   | SDH-16  | STM-16   | 2.488 320 Gbit/s   |
| OC-96      | STS-96   | SDH-32  | STM-32   | 4.976 640 Gbit/s   |
| OC-192     | STS-192  | SDH-64  | STM-64   | 9.953 280 Gbit/s   |
| OC-256     | STS-256  | -       | -        | 13.271 040 Gbit/s  |
| OC-384     | STS-384  | -       | STM-128  | 19.906 560 Gbit/s  |
| OC-768     | STS-768  | -       | STM-256  | 39.813 120 Gbit/s  |
| OC-1536    | STS-1536 | -       | STM-512  | 79.626 240 Gbit/s  |
| OC-3072    | STS-3072 | -       | STM-1024 | 159.252 480 Gbit/s |